# Gmina Purhus
Gmina Purhus (duń. Purhus Kommune) – w latach 1970–2006 (włącznie) jedna z gmin w Danii w ówczesnym okręgu Århus Amt. 
Siedzibą władz gminy było miasto Fårup. 
Gmina Purhus została utworzona 1 kwietnia 1970 na mocy reformy podziału administracyjnego Danii. Po kolejnej reformie w 2007 r. razem z kilkoma innymi gminami weszła w skład nowej gminy Randers.

## Dane liczbowe
- Liczba ludności: (♀ 4313 + ♂ 4234) = 8547
  - wiek 0-6: 9,4%
  - wiek 7-16: 15,2%
  - wiek 17-66: 63,8%
  - wiek 67+: 11,6%
- zagęszczenie ludności: 50,9 osób/km²
- bezrobocie: 5,5% osób w wieku 17-66 lat
- cudzoziemcy z UE, Skandynawii i USA: 85 na 10 000 osób
- cudzoziemcy z krajów Trzeciego Świata: 140 na 10 000 osób
- liczba szkół podstawowych: 4 (liczba klas: 55)